# Acanthomunna potorous
Acanthomunna potorous är en kräftdjursart som beskrevs av Cohen 1998. Acanthomunna potorous ingår i släktet Acanthomunna och familjen Dendrotionidae. Inga underarter finns listade i Catalogue of Life.